# Douglas (Washington)
Douglas az Amerikai Egyesült Államok északnyugati részén, Washington állam Douglas megyéjében elhelyezkedő önkormányzat nélküli település.
Douglas postahivatala 1888 és 1968 között működött. Az egykor a településen működő üzlet ma látványosság.

## Története
A települést 1883-ban alapították. 1900-ra a közösség körülbelül 75 lakost számlált. 1905-ben épült egy vegyesbolt, amely azóta a város fő látványosságává vált. 1909-ben kezdte meg működését a Northern Railway mansfieldi szárnyvonala, és a vonatok 1985-ig közlekedtek. A Szent Pál evangélikus templom építését 1914-ben kezdték el, 1915-ben szentelték fel.